# إجايون
| تعليق                        |                                        |
| اكتشافه                      |                                        |
| اكتشفه                       | كارولين بوركو من الفريق العلمي لكاسيني |
| في سنة                       | 2009                                   |
| خصائص المدار                 |                                        |
| نصف المحور الرئيسي           | 167500 كيلومتر                         |
| الشذوذ المداري               | 0.0002                                 |
| دور مداري                    | 0.80812 يوم                            |
| الميل المداري إلى مسار الشمس | 0.1°                                   |
| قمر لكوكب                    | زحل                                    |
| الخصائص الطبيعية             |                                        |
| المحور شبه الرئيسي           | ≈ 0.5 كيلومتر                          |
| كتلة                         | ؟ كيلوغرام                             |
| كثافة                        | ؟ غرام\سنتيمتر3                        |
| جاذبية سطحية على خط الاستواء | ≈ 0,00 متر\ثانية2،                     |
| درجة البياض                  | ؟                                      |

القمر إجايون (بالإنجليزية: Aegaeon)‏ أو زحل الثالث والخمسون التعيين المؤقت له S/2008 S 1، هو قمر للكوكب زحل. وأعلن اكتشافه من قبل كارولين بوركو Carolyn Porco من فريق كاسيني في 3 أذار 2009، من الملاحظات التي اتخذت في 15 أب 2008.
مداره في الجزء المشرق من حلقة زحل ج، ومن المرجح أن يكون المصدر الرئيسي للحلقة نتيج التحطم. مداره ذو رنين مداري 07:06 مع ميماس ، مما يؤدي إلى التذبذب تقريبا كا 4 سنوات ما يعادل 4 كيلومترات في المحور شبه الرئيسي. على افتراض انه لديه نفس بياض بالليني ، ويقدر أن يكون قطره نصف كيلومتر. ويدور حول زحل على مسافة 167500 كيلومتر في 0.80812أيام، في ميل 0.001 درجة إلى خط الاستواء زحل، مع انحراف 0.0002.